# Corydalis cava
Corydalis cava és una espècie de planta papaveràcia
És una planta nativa d'Europa central i meridional des de Portugal a Suècia i el Caucas.

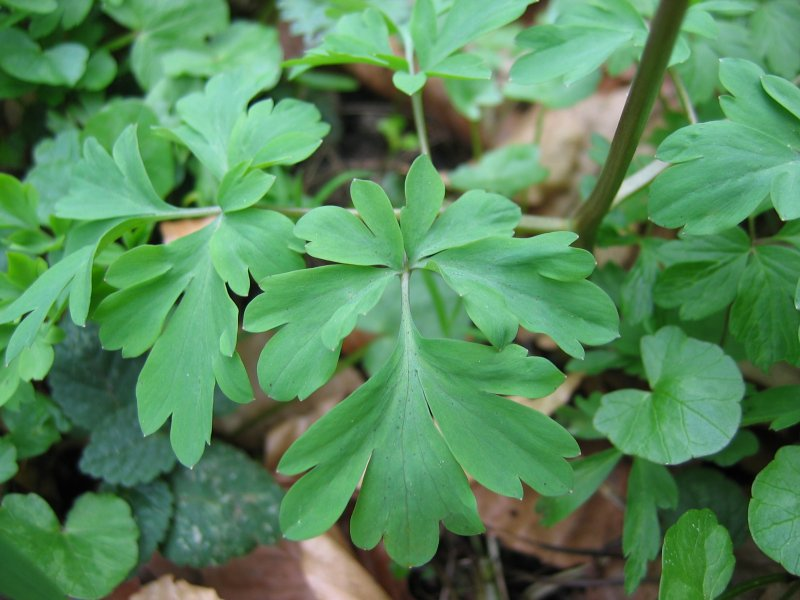
Detall de les fulles

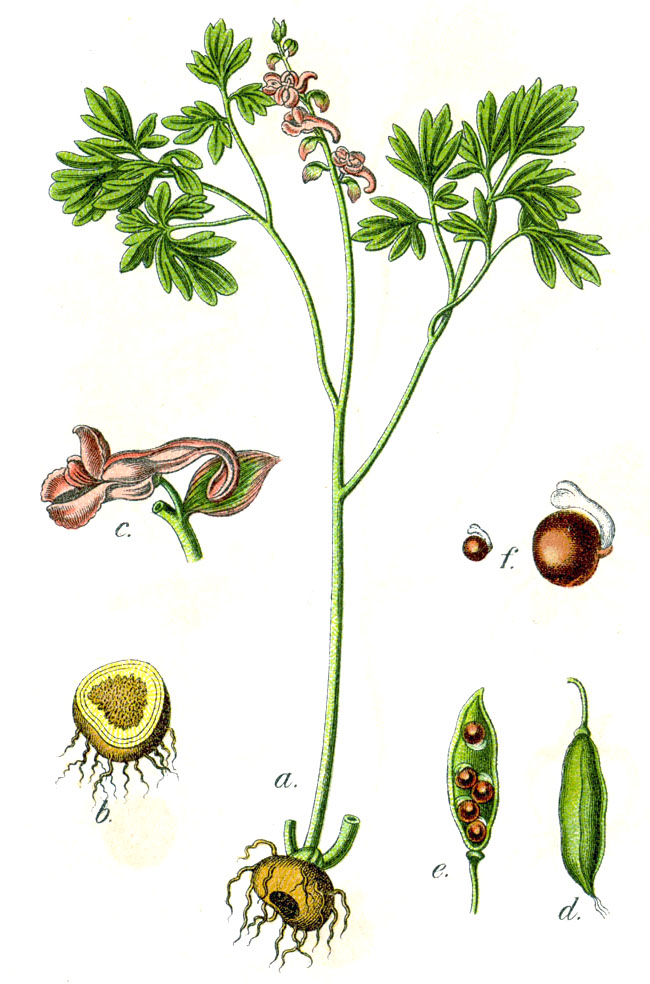
Il·lustració

A Espanya figura dins la llista de plantes de venda regulada.

## Descripció
És una planta herbàcia i perenne de fins a 30 cm d'alt amb les fulles bipinnades o tripinnades. Les flors són rosades agrupades en raíms terminals. El fruit és en càpsula.

## Propietats
Corydalis cava i altres espècies tuberoses contnen un alcaloide bulbocapnina, que ocasionalment s'ha fet servir en medicina.
- És un sedant nerviós usat en la malaltia de Parkinson.
- Té un alcaloide: l'aporfina que produeix un efecte similar a la de la morfina.[1]